# Grand Turk

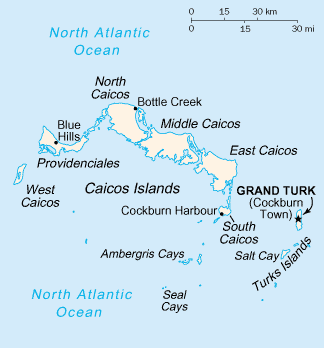
Grand Turk till höger, på en engelskspråkig karta över Turks- och Caicosöarna.

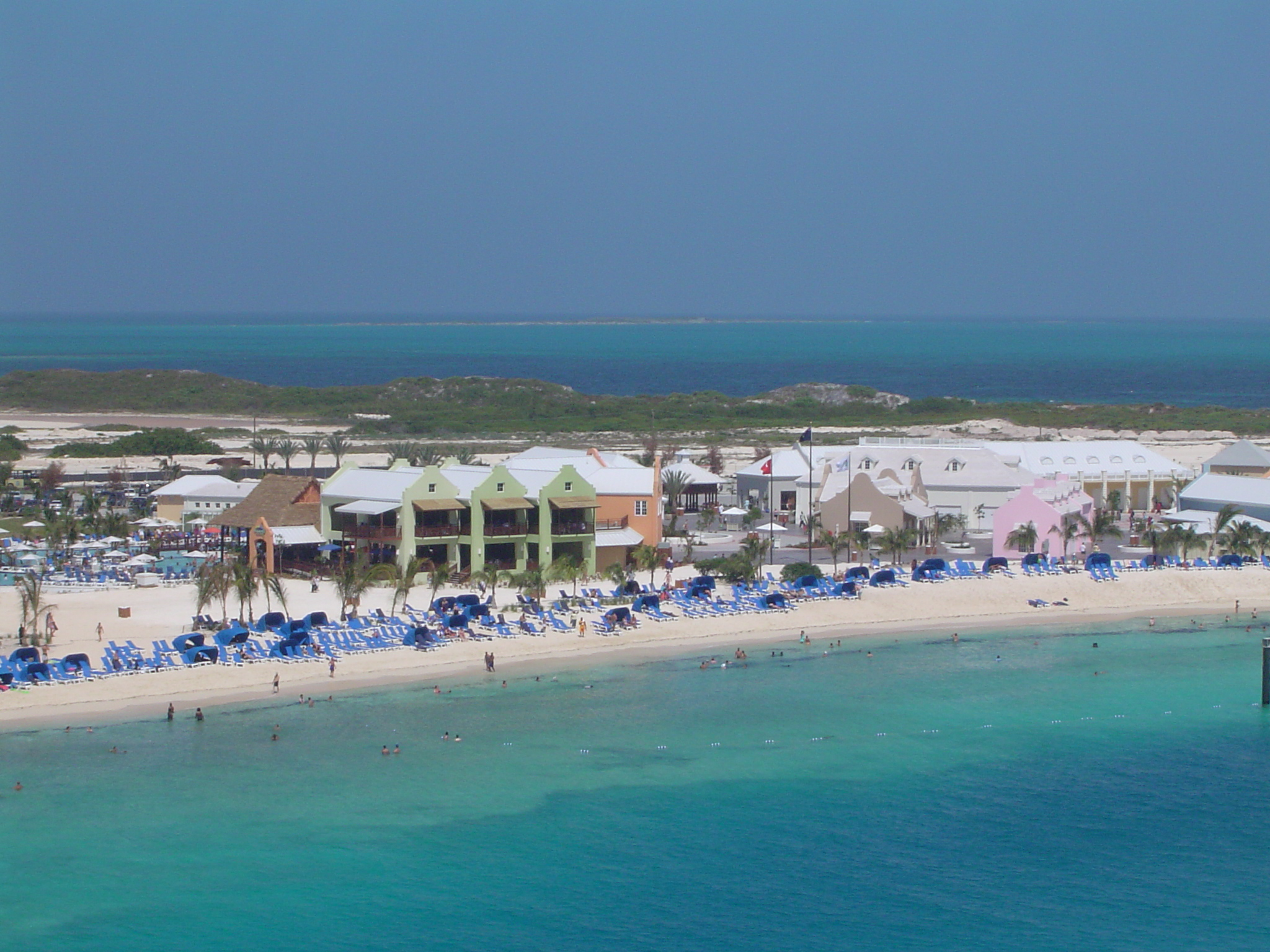
Strand på Grand Turk.

Grand Turk är en av öarna i det brittiska utomeuropeiska territoriet Turks- och Caicosöarna. Den är med sina 18 km² den största av Turksöarna. Ön är belägen i Västindien, norr om Hispaniola. Turks- och Caicosöarnas huvudstad Cockburn Town är belägen på Grand Turk, vilken utgör öns enda bosättning. Grand Turk hade 4 831 invånare (2012).
Namnet Turk sägs komma från en inhemsk kaktusart, Melocactus intortus, vars släkte på engelska kallas "Turk's cap cactus". Det svenska släktnamnet är melonkaktussläktet, och medlemmarna har en distinkt övre scharlakansröd del, som påminner om en osmansk fez. De främsta näringarna på ön är hummerfiske, turism och bankverksamhet.